# Svegssjön
Svegssjön er en indsø i Härjedalen i Sverige. Den har fået sit navn efter den nærliggende by Sveg. Svegssjön er en kraftværksdam som opstod da Ljusnan, Veman og Härjeån blev opdæmmet i 1975. Indsøen har et areal på cirka 60 kvadratkilometer og søens højde varierer mellem 358 og 369 m.o.h.
Der findes to kraftværker i direkte tilslutning til søen. Det største anlæg, der omfatter selve Svegssjön, ligger i nærheden af Sveg. Det mindre kraftværk, som blev opført allerede i 1919, ligger ved Kvarnforsen i Härjeån, hvor denne udmunder i Svegssjön. Anlægget blev ombygget i 1966 og 2006, og ejes af Härjeåns Kraft AB.